# التطليق لتعدد الزوجات في القانون المصري
التطليق لتعدد الزوجات في القانون المصري تطلبه الزوجة المصرية المسلمة من القضاء إذا تزوّج عليها زوجها، وكذلك الزوجة التي تزوّجها الرجل وهي غير عالمة بأنه متزوج بأخرى، إذا لحقها ضرر يتعذّر معه دوام العشرة، حتى ولو لم تكن قد اشترطت عليه في عقد الزواج ألا يتزوج عليها. ويكون التطليق في هذه الحالة بائناً بينونة صغرى.

## أساسه الفقهي
أكّد فقهاء المذهب الحنبلي أن الزوجة لو اشترطت على زوجها في عقد الزواج ألا يتزوج عليها بأخرى فأخل بهذا الشرط، فإنه يحق لها أن تطلب التطليق منه.

## أساسه القانوني
تنظّم المادة 11 مكرر من القانون رقم 25 لسنة 1929، المعدّل بالقانون رقم 100 لسنة 1985، أحكام التطليق للزواج بأخرى؛ حيث تنص على أنه: «ويجوز للزوجة التي تزوج عليها زوجها أن تطلب الطلاق منه إذا لحقها ضرر مادي أو معنوي يتعذر معه دوام العشرة بين أمثالهما ولو لم تكن قد اشترطت عليه في العقد ألا يتزوج عليها. فإذا عجز القاضي عن الإصلاح بينهما، طلقها عليه طلقة بائنة. ويسقط حق الزوجة في طلب التطليق لهذ السبب بمضي سنة من تاريخ علمها بالزواج بأخرى، إلا إذا كانت قد رضيت بذلك صراحةً أو ضمناً، ويتجدد حقها في طلب التطليق كلما تزوج بأخرى. وإذا كانت الزوجة الجديدة لم تعلم أنه متزوج بسواها ثم ظهر أنه متزوج، فلها أن تطلب التطليق كذلك».
ويستفاد من ذلك أنه يحق للمرأة التي تزوج عليها زوجها أن تطلب التفريق منه بالشروط التالية:
1. أن تكون طالبة التطليق، زوجة بعد زواج صحيح؛ فالعقد الفاسد لا يعطيها هذا الحق، ولا يُشترط الدخول أو الخلوة.[5][6]
2. أن يترتب على الزواج بأخرى ضرر مادي أو معنوي للزوجة طالبة التطليق، وعلى المرأة عبئ إثبات الضرر.[5][6]
3. أن يتعذر دوام العشرة بين أمثالهما مع هذا الضرر.[5][6]

ويسقط حق المرأة في طلب التطليق لهذا السبب بمرور سنة من تاريخ علمها بالزواج الجديد، ويتجدد حقها في طلب التفريق كلما تزوج زوجها بأخرى. وتستفيد الزوجة الجديدة من هذا النص أيضاً؛ حيث يحق لها طلب التطليق إذا اكتشفت أنه متزوج بغيرها.